# Littoral Combat Ship

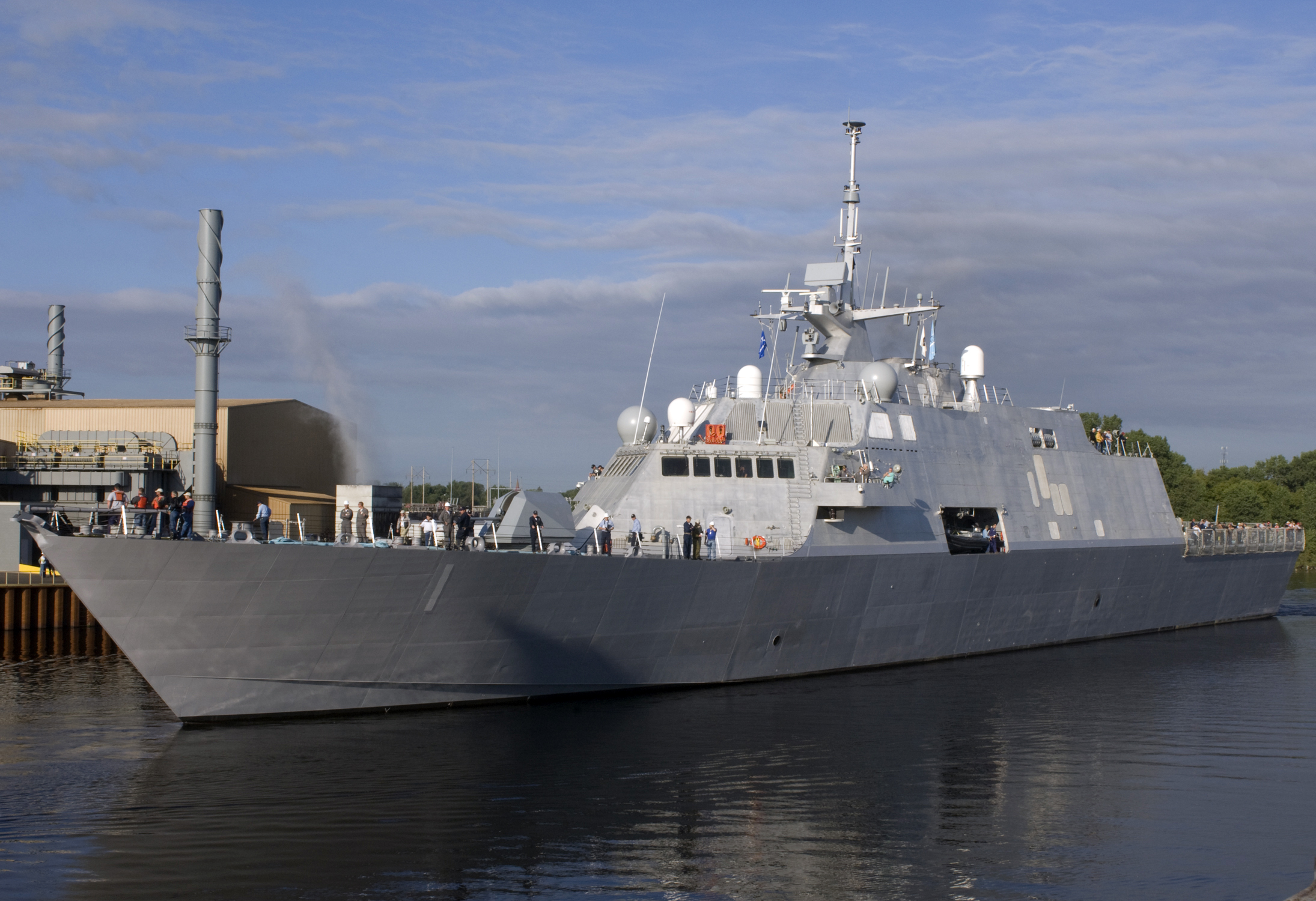
Littoral Combat Ship der Freedom-Klasse

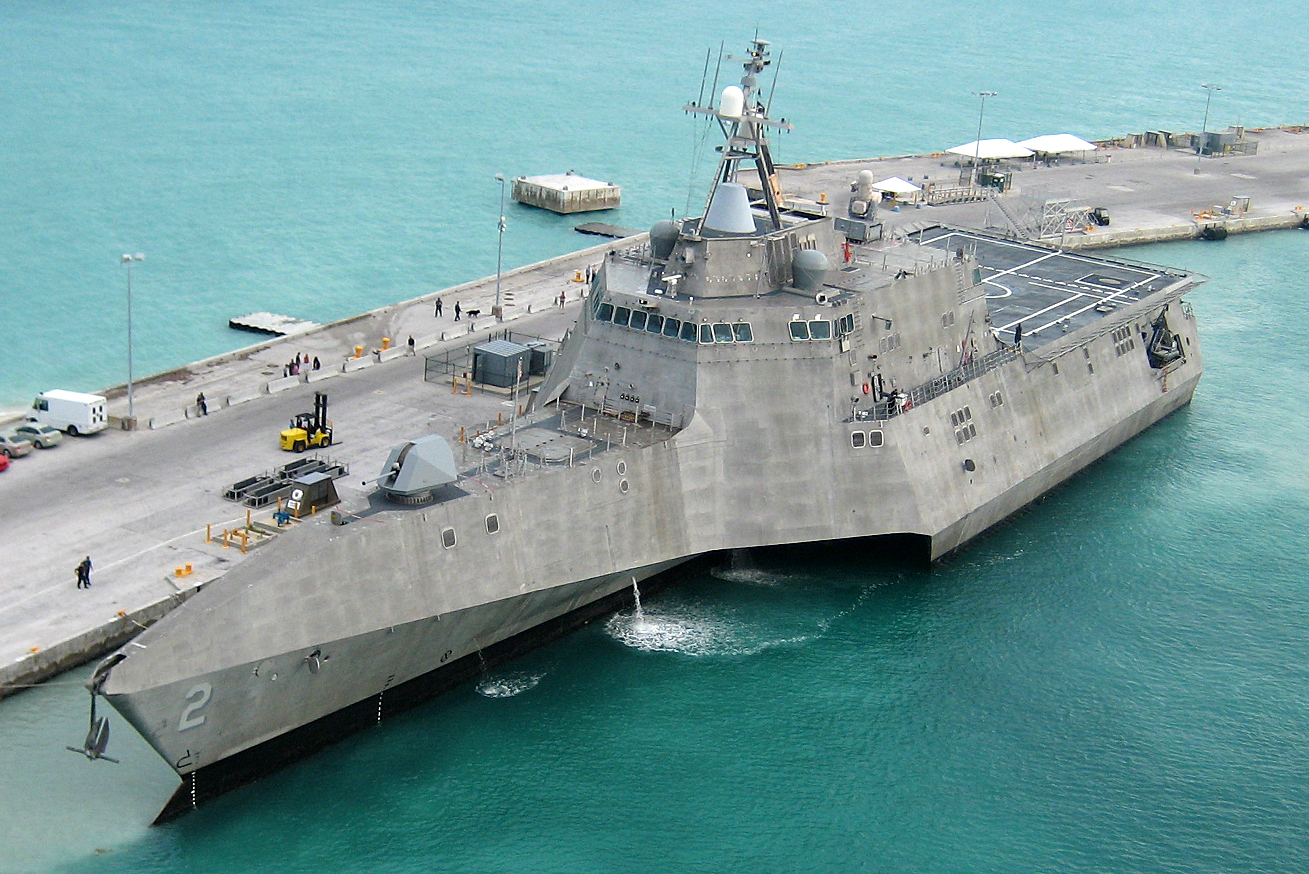
Littoral Combat Ship der Independence-Klasse

Littoral Combat Ships (LCS; deutsch Schiffe für küstennahe Gefechtsführung) sind ein als neuartig oder experimentell:13 bezeichneter Kriegsschiffstyp der United States Navy. Er wurde in den 2000er Jahren für die asymmetrische Kriegführung im feindlichen Küstenvorfeld konzipiert.
Nach einem 2003 bestellten Erprobungsträger mit SWATH-Rumpf, der Sea Fighter, wurden von 2004 bis zum Jahr 2019 insgesamt 35 Littoral Combat Ships in zwei verschiedenen, aber parallel beschafften Schiffsklassen in Auftrag gegeben: Die Freedom-Klasse mit Halbgleiter-Rumpf sowie die Independence-Klasse mit Trimaran-Rumpf.
In der Schiffshierarchie der US-Marine ersetzten die Littoral Combat Ships die aus der Zeit des Kalten Kriegs stammenden Fregatten der Oliver-Hazard-Perry-Klasse sowie Minenabwehrboote der Avenger-Klasse und der Osprey-Klasse. In anderen Marinen werden Einheiten, die vergleichbare Aufgabenprofile erfüllen, zumeist entweder als Korvetten oder Patrouillenboote geführt.

## Aufgabenprofil
Die United States Navy sah sich in den 2000er Jahren im Rahmen des Kriegs gegen den Terrorismus mit einem neuen Aufgaben- und Einsatzgebiet konfrontiert. Sie erhielt den politischen Auftrag und die finanziellen Mittel, sich für den küstennahen Kampf zu rüsten. Flugzeugträgerkampfgruppen mit hochseefähigen Begleitschiffen, auf die sich die Navy seit dem Zweiten Weltkrieg stützte, wurden dafür als weniger nützlich bewertet. In Gestalt der Littoral Combat Ships wurden während der Amtszeit Admiral Vernon E. Clarks als Chief of Naval Operations kleinere, schnellere Kriegsschiffe ohne das Aegis-Kampfsystem für solche litoralen Regionen konzipiert.
Das Aufgabenspektrum sollte nachrichtendienstliche Aufklärung, Absetzen und Aufnehmen von Spezialeinheiten und Begleitschutz von Landungsschiffen oder Hubschrauberträgern umfassen. Die Schiffe sollten ein verkleinertes Radarprofil aufweisen und optische (z. B. frühere Tarnschemata der United States Navy) und thermische Verschleierungsmittel (z. B. mit Meerwasser gekühlte Abgase) besitzen. Außerdem sollten sie über angemessene Feuerkraft und einen geringen Tiefgang verfügen, um in Küstennähe fahren zu können. Gemäß der Militärdoktrin der netzwerkzentrierten Kriegsführung sollten sie mit zeitgemäßen Systemen zur Informationsübertragung und -verarbeitung ein Abbild der militärischen Lage erhalten und mit ihren eigenen Sensoren etwa zur Frühwarnung vor erkannten Gefahren beitragen.

## Programm in der Krise
Ursprünglich war ein Stückpreis von 220 Millionen Dollar für das LCS vorgesehen. 2008 erhöhte die Marine ihre Kostenschätzung auf 600 Millionen. Aufgrund dieser Kostenexplosion wurden zunächst zwei der vier ursprünglich geplanten Schiffe gestrichen. Zudem sollte sich die Indienststellung der beiden ersten Schiffe um 18 Monate verzögern. Eine Einheit der Freedom-Klasse sollte von Lockheed Martin und eine der Independence-Klasse von General Dynamics gebaut werden. Ende 2008 verhängte der Kongress der Vereinigten Staaten einen Kostendeckel von 460 Millionen Dollar pro Einheit und begann eine Neuausschreibung. General Dynamics bot den Bau der Einheit LCS-4 unter diesen Bedingungen an und bekam im Mai 2009 den Auftrag.
Am 16. September 2009 gab die US Navy bekannt, bis Ende 2010 die Prototypen zu testen und noch im Fiskaljahr 2010 zu entscheiden, von welchem der Entwürfe zwei weitere Schiffe beschafft würden.
Im November 2010 entschied die Navy, bis 2015 sowohl von der Freedom-Klasse als auch von der Independence-Klasse jeweils zehn Stück zu bestellen. Eine entsprechende Anfrage wurde im November 2010 dem US-Kongress übermittelt. Der Preis sollte gemäß damaliger Planung nach Abarbeitung des Auftrags im Schnitt bei 440 Millionen Dollar pro Schiff gelegen haben.
Nachdem zwischenzeitlich 52 Einheiten geplant waren, waren im Jahr 2014 nur noch 32 Schiffe vorgesehen.
Ein 2016 durchgeführtes Programm-Review führte zu folgenden Entscheidungen: Anstelle von drei Crews für zwei Boote Einführung des Zwei-Crew-Konzepts analog der U-Boote bereits Ende 2016, wobei jede Crew pro Einschiffung nur eine Rolle wahrnimmt und die Missionsmodule auch nicht mehr getauscht werden. Die Freedom-Klasse wird in Mayport und die Independence-Klasse in San Diego stationiert. Die vier ursprünglichen Exemplare sollten zu gegebener Zeit als Ausbildungsschiffe dienen. Die Einheiten 5 bis 28 sollten in je drei Vierer-Divisionen zusammengefasst werden, wobei die je vier Einheiten einer Division jeweils das gleiche Missionsmodul erhalten sollten.

## Außerdienststellung
Seit den 2010er Jahren und verstärkt Anfang der 2020er Jahre wurden eine veränderte Bedrohungslage sowie ein zunehmender Personalmangel bei der US-Marine festgestellt. Die Marineführung bezeichnete die Littoral Combat Ships als konzeptionell überholt und mit nicht genügend Kampfkraft ausgestattet.:13

### Planung Anfang der 2020er Jahre
Im Juli 2020 verkündete der Chief of Naval Operations, Admiral Michael M. Gilday, dass die ersten vier Schiffe im März 2021 außer Dienst gestellt würden. Als Grund wurden die hohen Kosten für deren notwendige Modernisierung genannt. Die Marine habe beschlossen, diese Gelder an anderer Stelle zu investieren. Teile des Aufgabenspektrums sollten an neue, als kampfstärker und vielseitiger einsetzbar beschriebene Fregatten der Constellation-Klasse übergehen.:5
Gilday legte im Januar 2021 ein Strategiepapier vor, in dem die angestrebte Flottenzusammensetzung dargelegt wurde::13

“To remain ahead of our competitors, we will divest ourselves of legacy capabilities that no longer bring sufficient lethality to the fight. This includes divestment of experimental Littoral Combat Ship hulls, legacy Cruisers, and older Dock Landing Ships.”

„Um unseren Konkurrenten voraus zu bleiben, werden wir uns von alten Fähigkeiten trennen, die im Kampf nicht mehr die erforderliche Durchschlagskraft bieten. Dazu gehört die Veräußerung von experimentellen Littoral Combat Ships, veralteten Kreuzern und älteren Docklandungsschiffen.“

Konkretisiert wurde dies in einem im April 2022 vorgelegten Planungsdokument,:7 demzufolge im Jahr 2023 acht Littoral Combat Ships der Freedom-Klasse außer Dienst gestellt werden sollten (die ungerade nummerierten von LCS-5 bis LCS-19) plus als neuntes das Ausbildungsschiff LCS-3, und die zwei Schiffe LCS-6 und LCS-8 der Independence-Klasse Jahr 2024 folgen sollen.:21 Nach Außerdienststellung von drei der ältesten Schiffe in den Jahren 2021 und 2022 sollten demnach in den Jahren 2023 bis 2024 weitere insgesamt elf Littoral Combat Ships nach nur drei bis zwölf Jahren Dienstzeit an die Reserveflotte überstellt werden.:21
Auf diese Weise sollte als erstes die Fähigkeit zur U-Boot-Jagd entfallen. Die ohnehin nicht wie konzeptioniert umgesetzte Modularität der Missionsausrüstung ist bereits entfallen. Den verbleibenden Schiffe sollten feste Aufgaben zugewiesen werden. Erhalten geblieben wären so nach dem Jahr 2024:
- 15 Schiffe der Independence-Klasse mit Ausstattung zur Minenjagd
- 5 Schiffe der Freedom-Klasse mit Ausstattung zur Bekämpfung von Überwasserzielen

Dieser Plan wird nicht wie dargelegt umgesetzt.

### Planung Mitte der 2020er Jahre
Tatsächlich außer Dienst gestellt wurden im Jahr 2023 vier Einheiten der Freedom-Klasse. Zwei der Independence-Klasse sollen im Jahr 2024 folgen. Eine insgesamt abnehmende Zahl von aktiven Marineschiffen in der Flotte würde den Planungen zufolge mit einer überproportional verringerten Anzahl von Littoral Combat Ships und Fregatten einhergehen, um die gesetzlichen Anforderungen an die Mindestanzahl von Landungsschiffen und U-Booten einzuhalten. Die Indienstsetzung einer ersten Fregatte der Constellation-Klasse wird mit Stand 2024 für am Ende des Jahrzehnts möglich erachtet.